# Algemeene-SS Vlaanderen
 (novembre 2014).
L’Algemeene-SS Vlaanderen était la branche flamande de l’Allgemeine SS pendant l'occupation allemande de la Belgique. Elle fut fondée en septembre 1940 par Ward Hermans et René Lagrou, ce dernier en étant le premier dirigeant. Elle fut également dénommée par la suite Germaansche SS in Vlaanderen.

## Histoire
L'organisation est constituée le 30 septembre 1940 par Herman van Puymbroeck, Ward Hermans et René Lagrou. En décembre 1940, Lagrou prend la direction de l'organisation, sans doute grâce à ses relations au SD et Hermans devient le rédacteur en chef de son journal de propagande, De SS-Man. Hermans est remplacé cinq mois plus tard par Maurits van de Walle.

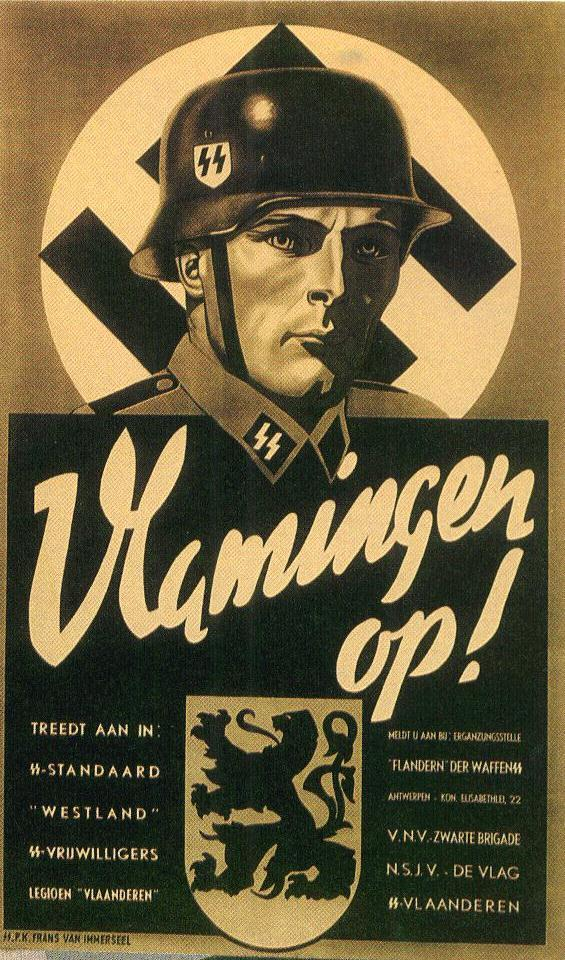
Affiche de recrutement pour la Légion flamande

La création de l’Algemeene-SS Vlaanderen, et plus généralement la précocité et l'importance de la collaboration de certains milieux flamands, est favorisée par la présence en Flandre de mouvements d'extrême droite, comme le Vlaams Nationaal Verbond (VNV), et par la politique flamande des autorités allemandes d'occupation).
La première action de l' Algemeene-SS Vlaanderen est de lancer une campagne de recrutement pour la Waffen-SS et d'organiser des actions antisémites contre la communauté juive d'Anvers. Largement soutenue par l'organisation fasciste DeVlag qui souhaite les « valeurs germaniques » du Ⅲe Reich tout en gardant une Flandre indépendante, l' Algemeene-SS Vlaanderen est aussi utilisée pour composer le personnel de l'unité anti-juive des services de sécurité[réf. nécessaire].
La SS générale flamande (traduction libre d' Algemeene-SS Vlaanderen) n'est pas d'un intérêt « militaire » crucial mais représente une manière dont l'Allemagne tente d’étendre et de croître son influence notamment en prônant le pangermanisme et l'idéologie SS parmi les nations conquises mais aussi pour former un contrepoids de mainmise à la très puissante VNV qui, elle, demande une intégration totale au Ⅲe Reich. Non officiellement, Heinrich Himmler demande l'utilisation de cette organisation pour pénétrer la Belgique occupée qui est sous le contrôle de l’armée régulière (gouvernement d'occupation de la Wehrmacht) et non du parti ou de la SS.
Jef de Langhe succède à René Lagrou à la tête de la SS générale flamande en février 1941, ce dernier partant pour le Front de l'Est.
Malgré l'apparence du leadership flamand, la SS générale flamande est sous le contrôle de la SS générale allemande et plus particulièrement du représentant du Reichsführer en Flandre, le SS-Brigadeführer Konstantin Kammerhofer remplacé plus tard par le SS-Brigadeführer Richard Jungclaus. La SS générale flamande a à sa tête Raf Van Hulse (nl) nommé Standaardleider en place de Jef de Langhe.
En 1942, une réorganisation de l' Algemeene-SS Vlaanderen débouche en premier temps sur un changement de nom : Germaansche SS in Vlaanderen. Par la suite, à l’intérieur de la SS germanique en Flandre (libre traduction de Germaansche SS in Vlaanderen) est créé le Vlaanderen Korps (aussi appelé Flandern Korps),. Cette sous-unité est composée uniquement des personnes âgées de plus de 35 ans (et) ou mesurant moins d’1,70 m et forme « une réserve » à la branche principale. Ces critères physiques sont les « minimums » requis pour la SS générale que désire servir une grande majorité des volontaires de la SS germanique en Flandre. L'influence de la SS germanique en Flandre augmente durant le cours de la guerre et l’entente avec DeVlag grandit. C’est le cas notamment lorsque la SS germanique en Flandre établit les Beschermde Leden (version flamandisée des Fördernde Mitglieder, traduit librement par membres protégés ou membres privilégiés) dont sont issus bon nombre des membres de DeVlag. Cette première phase de réorganisation se termine lorsque son dirigeant Raf van Hulse demande sa migration en tant que SS-Kriegsberichter (librement traduit par « correspondant de guerre SS »). La SS germanique en Flandre se retrouve commandée par Jef François qui, lui, revient du Front de l'est où il a servi dans la Légion flamande.
Le SS-Brigadeführer Richard Jungclaus ordonne à Jef François, ancien responsable de la DMO (Dinaso Militanten Orde), de réorganiser la SS germanique en Flandre à cette image et discipline. S’entame alors la deuxième phase de réorganisation.
En octobre 1942, Gottlob Berger constate que la SS germanique en Flandre est « victime » d’un manque d’intérêt général (et ce malgré de nombreux mouvements de collaboration) et ne peut établir une grande différence en Flandre.
Son attention est alors portée vers DeVlag.
Main dans la main avec la SS germanique en Flandre, le leader de DeVlag (Jef van de Wiele) déclare que cette première et son organisation partagent les mêmes luttes et idéologies. Il ordonne à tous les membres éminents de la DeVlag de rejoindre la SS germanique en Flandre et Antoon van Dijck (standaardleider nouvellement nommé) exige que tous les membres de cette dernière rejoignent la DeVlag ; moulant et calquant les deux organisations.
En résultat de cette symbiose avec la DeVlag, le statut de la SS germanique en Flandre change de « politique » à un pôle « militaire ».
De plus en plus (suivant l’optique de militarisation), les membres sont utilisés pour la garde. Ce statut militaire a été souligné également lors de l'été 1943, la direction de la SS germanique en Flandre tombe dans les mains de jeunes officiers de la Waffen-SS qui viennent de terminer la SS-Junkerschule Tölz. D’autres rôles tels la surveillance et les représailles contre les combattants et résistants au joug nazi sont aussi entre les mains de cette organisation.
Le 4 décembre 1942, le responsable du sturmbanne Ⅲ/Ⅰ, August Schollen, est tué à Bruxelles. Rob Verbelen, responsable du sturmbanne Ⅳ/Ⅰ réagit et le venge. C'est le début d'une guerre sanglante entre la Germaansche SS in Vlaanderen et la résistance à l'occupant. Rob Verbelen était avant la fusion DeVlag et l'organisation le fondateur de DeVlag-Veiligheidskorps / DeVlag-Sicherheitskorps (librement traduit par DeVlag corps de sécurité / DeVlag corps de sûreté).
Le moulage entre les deux organisations incorporant la pré-nommée. L'unité était alors chargée de la protection des Beschermde Leden contre une invasion alliée. Cependant comme il le montre dans la répression de l'assassinat d'August Schollen, il a d'autres objectifs pour cette sous unité : DeVlag-Veiligheidskorps travaille étroitement avec la SiPo et est toujours présente dans les actions contre les résistants.
La SS germanique en Flandre a aussi été un pôle de recrutement» fondé sur le volontariat pour la division Waffen-SS Langemarck ou de la Légion flamande (via le VNV) combattant tous deux sur le front de l'Est.
En novembre 1943, Antoon (Tony) van Dijck est responsable de la SS germanique en Flandre jusqu'à la Libération. Les membres de la SS germanique en Flandre s'échappent en Allemagne où l'organisation est dissoute. Les membres restant de la SS germanique en Flandre seront incorporés dans la Waffen-SS.

### Structure
La SS germanique en Flandre est divisée en quatre subdivisions régionales nommées Sturmbannes  :
1. Sturmbanne Ⅰ Anvers (Anvers, Malines et Geel)
2. Sturmbanne Ⅱ Flandre-Orientale (Gand, Saint-Nicolas, Eeklo et Aalst)
3. Sturmbanne Ⅲ Flandre-Occidentale (Roulers, Bruges, Courtrai et Ostende)
4. Sturmbanne Ⅳ Brabant-Limbourg (Bruxelles, Louvain, Hasselt et Neerpelt)

### Commandement
- SS-Hauptsturmführer René Lagrou (7 décembre 1940 - 10 mai 1941)
- SS-Hauptsturmführer Jef De Langhe (10 mai 1941 - 1er septembre 1941)
- SS-Hauptsturmführer Raf Van Hulse (1er septembre 1941 - 1er septembre 1942)
- SS-Obersturmführer Jef François (1er septembre 1942 - 9 novembre 1943)
- SS-Untersturmführer Antoon (Tony) Van Dijck (9 novembre 1943 - 15 novembre 1944)